# Hrvatska narodna banka
A Horvát Nemzeti Bank (Hrvatska narodna banka, HNB) Horvátország központi bankja, amelyet a horvát parlament 1990. december 21-én alapított. Fő feladatai közé tartozik a nemzeti fizetőeszköz, a kuna megőrzése és az országban az általános pénzügyi likviditás biztosítása. A HNB ezen kívül bankjegyeket bocsát ki, és őrzi az ország devizatartalékát. A HNB független intézményként működik, és a parlamentnek felel. A bank alaptőkéke 2 500 000 000 kuna, ami mintegy 450 millió USA dollárnak felel meg. A HNB tevékenységét a Horvát Nemzeti Bankról szóló törvény szabályozza.

## Alapítása
Az 1990. december 21-én elfogadott horvát alkotmány 53. cikke határozta meg a bank feladatait: „A Horvát Nemzeti Bank Horvátország központi bankja. A Horvát Nemzeti Bank saját feladat- és hatáskörében felelős a fizetőeszköz stabilitásáért és a belföldi és külföldi fizetésekhez szükséges likviditásért. A Horvát Nemzeti Bank tevékenységét függetlenül látja el, és a Horvát Szábornak felel. A Horvát Nemzeti Bak nyeresége az állami költségvetést illeti. A Horvát Nemzeti Bank jogállását törvény szabályozza.” Az alkotmány 1997-es módosítása következtében a bank korábbi nevét, amely Narodna banka Hrvatske (Horvátország Nemzeti Bankja) volt, Horvát Nemzeti Bankra változtatták.

## Feladatai
A bank a klasszikus jegybank feladatokat látja el. Ezek közül a legfontosabb az árstabilitás fenntartása és a kormány gazdaságpolitikájának támogatása, elősegítve a növekedést. A HNB nem nyújthat kölcsönt a kormánynak.
A HNB fő célkitűzései:
- A monetáris és devizapolitika meghatározása és megvalósítása
- Devizatartelék kezelése
- Bankjegyek és érmék kibocsátása
- Bankok alapításának, működésének és megszűnésének felügyelete
- Pénzforgalom szabályozása, fejlesztése és ellenőrzése
- Egyéb, a törvényben meghatározott feladatok.

## A bank elnökei
- Ante Čičin-Šain (1990. augusztus – 1992. május)
- Pero Jurković (1992. június – 1996. február)
- Marko Škreb (1996. március – 2000. július)
- Željko Rohatinski (2000. július – 2012 július)
- Boris Vujčić (2012. július 8. óta)

## Fordítás
- Ez a szócikk részben vagy egészben  a   Croatian National Bank című angol Wikipédia-szócikk ezen változatának fordításán alapul.  Az eredeti cikk szerkesztőit annak laptörténete sorolja fel. Ez a jelzés csupán a megfogalmazás eredetét és a szerzői jogokat jelzi, nem szolgál a cikkben szereplő információk forrásmegjelöléseként.